# Åh, hvor jeg, ih, hvor jeg, uh, hvor jeg vil
"Åh, hvor jeg, ih, hvor jeg, uh, hvor jeg vil" er en dansk sang lanceret i filmen De blå drenge fra 1933. Sangen har tekst af Børge og Arvid Müller og musik af Kai Normann Andersen og blev i filmen sunget af Liva Weel. Sangen kendes også som "Et lille kys eller to".

## Sangteksten
Sangen består af tre vers på hver fjorten linjer, hvor de første seks linjer er forskellige fra vers til vers, de næste fire er det egentlige omkvæd og ens i alle vers, de næste to er igen forskellige, mens de to sidste linjer gentager første del af omkvædet. De to linjer af omkvædet, der gentages, er: "Et lille kys eller to, det må der til/åh, hvor jeg, ih, hvor jeg, uh, hvor jeg vil".
Teksten er ganske uhøjtidelig og opfordrer generelt til på en skælmsk måde at kaste sig ud i en lille flirt og ikke være bange for det lille kys. I filmen undeholder Liva Weel med sangen i et festligt lag. 

## Melodi
Kai Normann Andersens melodi er holdt i en munter firdelt takt. A-stykket i form af de seks første linjer bruger samme, lidt langsomme melodiføring to gange, idet den dog i anden omgang bygger op til B-stykket (omkvædet), hvorpå første linje af omkvædet ("Et lille kys eller to...") næsten hviskes frem, mens anden linje ("åh, hvor jeg...") tones fuldt ud. De to næste linjer er opbygget på samme måde som de to første af omkvædet, mens de to følgende linjer holdes af afdæmpede, inden der gives fuldt los, når de to første omkvædslinjer gentages til sidst.
Melodien til "Åh, hvor jeg, ih, hvor jeg, uh, hvor jeg vil" er en af de 12 Andersen-sange, der kom med i kulturkanonen.

## Andre versioner
"Åh, hvor jeg, ih, hvor jeg, uh, hvor jeg vil" er indspillet i andre udgaver, bl.a. i en jazzet instrumentaludgave af Finn Ziegler på Andersen, Nielsen og den ukendte (1994) og Ann-Mette Elten på albummet Hot hot (2000).